# Нечітко-множинна модель
Нечітко-множинна модель — для оцінки ефективності управління фінансовими ресурсами промислового підприємства в умовах невизначеності вихідної інформації із застосуванням апарату нечітких множин. Нечітка модель —для практичного застосування нечітко-множинного підходу до моделювання процесів управління фінансовою безпекою підприємства. Моделі для визначення рейтингу інвестиційної привабливості акцій фондового ринку за допомогою теорії нечітких множин, зокрема, з використанням апарату нечіткої логіки.